# Новоіванівська сільська рада (Лозівський район)
Новоіва́нівська сільська́ ра́да — адміністративно-територіальна одиниця та орган місцевого самоврядування в Лозівському районі Харківської області. Адміністративний центр — село Нова Іванівка.

## Загальні відомості
Новоіванівська сільська рада утворена в 1921 році.
- Територія ради: 86,486 км²
- Населення ради: 1 266 осіб (станом на 2001 рік)

## Населені пункти
Сільській раді підпорядковані населені пункти:
- с. Нова Іванівка
- с. Мальцівське
- с. Нестеліївка
- с. Страсне

## Склад ради
Рада складається з 16 депутатів та голови.
- Голова ради: Логвиненко Валентина Миколаївна
- Секретар ради: Чернець Вікторія Леонідівна

### Керівний склад попередніх скликань
| Прізвище, ім'я, по батькові     | Основні відомості                                                 | Дата обрання | Дата звільнення |
| ------------------------------- | ----------------------------------------------------------------- | ------------ | --------------- |
| Логвиненко Валентина Миколаївна | Сільський голова, 1955 року народження, освіта вища, позапартійна | 26.03.2006   | 31.10.2010      |
| Логвиненко Валентина Миколаївна | Сільський голова, 1955 року народження, освіта вища, позапартійна | 31.10.2010   |                 |

Примітка: таблиця складена за даними сайту Верховної Ради України

### Депутати
За результатами місцевих виборів 2010 року депутатами ради стали:

#### За суб'єктами висування
| Суб'єкт висування           | Кількість обраних депутатів | %    |
| --------------------------- | --------------------------- | ---- |
| Партія регіонів             | 12                          | 75   |
| Самовисування               | 3                           | 18,8 |
| Комуністична партія України | 1                           | 6,3  |

#### За округами
| № округу                    | Прізвище, ім'я, по батькові        | Дата визнання обраним | Освіта             | Партійна приналежність | Відомості про обраного депутата                               |
| --------------------------- | ---------------------------------- | --------------------- | ------------------ | ---------------------- | ------------------------------------------------------------- |
| Комуністична партія України |                                    |                       |                    |                        |                                                               |
| 9                           | Марченко Наталія Миколаївна        | 02.11.2010            | вища               | позапартійна           | Новоіванівська сільська рада, землевпорядник                  |
| Партія регіонів             |                                    |                       |                    |                        |                                                               |
| 1                           | Дудник Олена Андріївна             | 02.11.2010            | вища               | позапартійна           | тимчасово не працює                                           |
| 2                           | Лучер Людмила Петрівна             | 02.11.2010            | вища               | позапартійна           | тимчасово не працює                                           |
| 3                           | Радзевило Вікторія Миколаївна      | 02.11.2010            | вища               | позапартійна           | Новоіванівський фельдшерсько-акушерський пункт, завідувач     |
| 4                           | Савченко Костянтин Вікторович      | 02.11.2010            | вища               | позапартійний          | тимчасово не працює                                           |
| 5                           | Левіна Марина Михайлівна           | 02.11.2010            | вища               | позапартійна           | Тер. центр соц. обслуговування Лозівської РДА, соц. працівник |
| 6                           | Балдовська Лідія Віталіївна        | 02.11.2010            | вища               | позапартійна           | Близнюківське ХПП, заступник директора                        |
| 7                           | Чекало Наталія Олександрівна       | 02.11.2010            | вища               | позапартійна           | Тер. центр соц. обслуговування Лозівської РДА, соц. працівник |
| 8                           | Вєйколанєн Валентина Володимирівна | 02.11.2010            | вища               | позапартійна           | Новоіванівське відділення поштового зв'язку, листоноша        |
| 10                          | Строган Михайло Ілліч              | 02.11.2010            | середня спеціальна | позапартійний          | ДЗ № 7, охоронець                                             |
| 11                          | Климчук Олександр Йосипович        | 02.11.2010            | вища               | позапартійний          | тимчасово не працює                                           |
| 13                          | Подоляк Роман Миколайович          | 09.01.2011            | середня            | позапартійний          | приватний підприємець                                         |
| 16                          | Ремига Тетяна Григорівна           | 02.11.2010            | середня спеціальна | позапартійна           | Новоіванівське відділення поштового зв'язку, завідувач        |
| Самовисування               |                                    |                       |                    |                        |                                                               |
| 12                          | Чернець Вікторія Леонідівна        | 02.11.2010            | вища               | позапартійна           | тимчасово не працює                                           |
| 14                          | Малахов Сергій Анатолійович        | 02.11.2010            | вища               | позапартійний          | приватний підприємець                                         |
| 15                          | Романчук Василь Іванович           | 02.11.2010            | вища               | позапартійний          | приватний підприємець                                         |